# Bayraktar (bài hát)
"Bayraktar" là một bài hát yêu nước của Ukraina trở nên phổ biến sau khi phát hành vào ngày 1 tháng 3 năm 2022 trong cuộc xâm lược Ukraina do Nga tiến hành. Dành riêng cho máy bay không người lái Bayraktar TB2 do đã được triển khai thành công chống lại quân đội Nga, bài hát được sáng tác bởi Taras Borovok người Ukraine, và xúc phạm cả Quân đội Nga và chính cuộc tấn công. Borovok nhận được yêu cầu từ Lực lượng vũ trang Ukraina viết một bài hát vào ngày cuộc tấn công bắt đầu.

## Bối cảnh

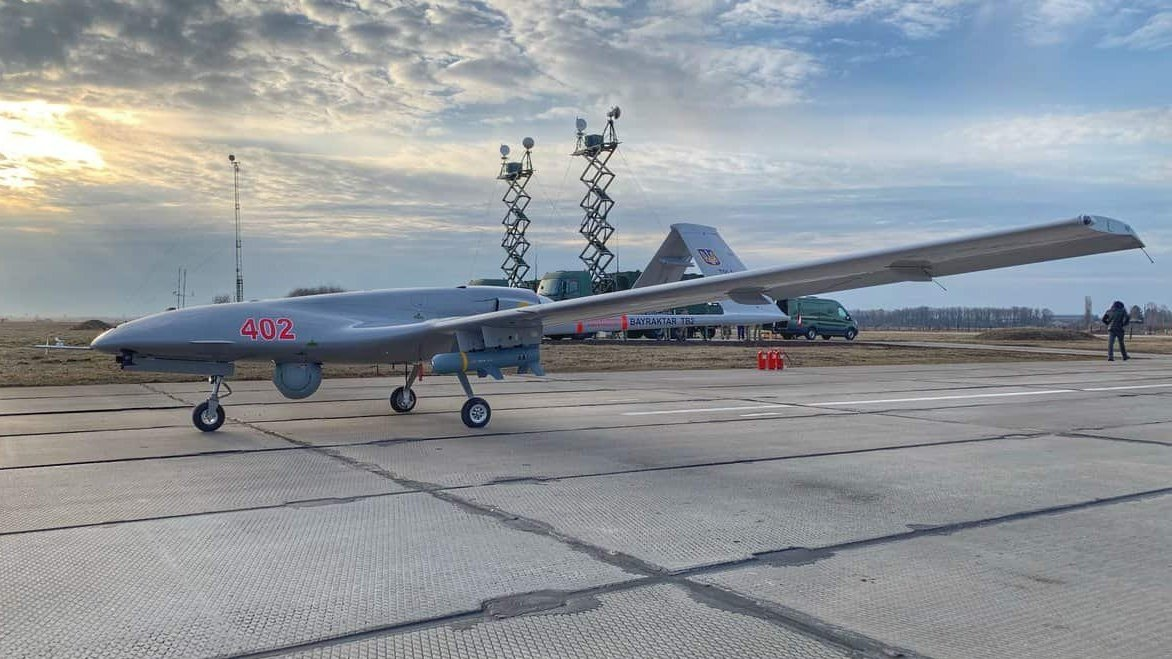
Một chiếc Bayraktar TB2 của Không quân Ukraina

Bài hát dành tặng cho chiếc máy bay không người lái Bayraktar TB2 của Thổ Nhĩ Kỳ, được Quân đội Ukraina sử dụng trong cuộc xâm lược Ukraina của Nga năm 2022. Việc sử dụng máy bay không người lái được cho là đã làm chậm bước tiến của Nga vào nước này.
Bài hát được viết và sáng tác bởi một người lính Ukraina Taras Borovok. Chỉ tham gia bốn lớp học âm nhạc, Borovok nhận được yêu cầu từ Lực lượng Vũ trang Ukraina vào ngày 24 tháng 2 năm 2022, ngày bắt đầu cuộc tấn công của Nga, viết một bài hát dân ca.

## Bài hát
"Bayraktar" được tải lên YouTube vào ngày 1 tháng 3 năm 2022. Lời bài hát nói về cách máy bay không người lái phục vụ như một hình phạt đối với Quân đội Nga tấn công, và xúc phạm chính quân đội, các thiết bị mà chúng sử dụng, cuộc xâm lược đối với Ukraina và món súp mà họ tiêu thụ.
Trong rất nhiều video ca nhạc, bài hát được đi kèm với cảnh Bayraktar tấn công các cột thiết bị của Nga trên lãnh thổ Ukraina. Bài hát đã được dịch sang tiếng Anh và tiếng Ả Rập, và đã được chia sẻ trên trang Facebook chính thức của Quân đội Ukraina.

## Tiếp nhận
Spencer Kornhaber từ tạp chí The Atlantic nhận xét bài hát là "rất bắt tai" và có "giai điệu đơn giản". Theo Algemeen Dagblad, bài hát cho rằng Selçuk Bayraktar, giám đốc công nghệ của Baykar, là "anh hùng thứ hai" của Ukraina sau Tổng thống Ukraina Volodymyr Zelenskyy. "Bayraktar" được phát nhiều lần trên các đài phát thanh Ukraina, và được người dân Ukraina hát trong các cuộc biểu tình phản đối xâm lược. Theo Gabriel Gavin từ tạp chí The Spectator, bài hát đã có hơn một triệu lượt xem trên YouTube trước khi bị gỡ xuống.